# Angelo Deruggiero
Angelo Deruggiero (Cerignola, 13 ottobre 1966) è un allenatore di calcio ed ex calciatore italiano, di ruolo difensore.

## Carriera
Debutta nel Campionato Interregionale con il Trani, con cui disputa anche due campionati di Serie C2. Nella stagione 1990-1991 debutta in Serie A con il Bari disputando due gare nella massima serie, prima di essere girato alla Ternana in Serie C1 nella stessa stagione.
Per la Ternana realizza il gol decisivo nel derby di andata giocato allo stadio Libero Liberati contro il Perugia e vinto dai rossoverdi per 1-0.
Nel 1991 torna al Bari che lo cede al Cosenza in Serie B; colleziona nella serie cadetta 24 presenze con il club silano che nel campionato 1991-1992 sfiora la promozione in Serie A terminando la stagione al quinto posto in classifica, superato dall'Udinese all'ultima giornata in cui il Cosenza viene sconfitto a Lecce.
In seguito milita in Serie C1 con la Reggina, ed ancora una stagione in Serie C1 ed una in Serie C2 con il Matera, ed altri tre campionati in Serie C1 con Nocerina e Turris. Conclude la sua carriera disputando le sue ultime sei stagioni in Serie D con l'Altamura, il Barletta nella doppia veste di allenatore-giocatore, il Sorrento, il Bitonto ed infine il San Paolo Bari.
Nella stagione 2010-2011 ha allenato la Vigor Barletta, squadra che ha militato nel Girone B del campionato regionale di Terza Categoria Pugliese e conquista il quarto posto utile nella griglia play-off dove viene sconfitto in Semifinale dal Bitonto.
Per la stagione 2011-2012 è stato allenatore dei giovanissimi nazionali dell'Andria.
Dalla stagione 2020-2021 è allenatore degli allevi regionali del Barletta.

## Palmarès

### Giocatore

#### Competizioni nazionali
- Campionato Interregionale: 1

Trani: 1987-1988
- Trofeo Jacinto: 1

Trani: 1988